# Monalisa (pomme de terre)
Pour les articles homonymes, voir Mona Lisa.
La Monalisa est une variété de pomme de terre néerlandaise créée par les semenciers Van der Zee & Zonen (actuellement HZPC Holland BV) . Elle est inscrite au catalogue officiel français depuis 1982 ainsi qu'au catalogue européen et aux catalogues espagnol, néerlandais et tchèque.

## Caractéristiques
Les tubercules, de taille assez grosse, ont une forme oblongue régulière, aux yeux très superficiels, à chair jaune et à peau lisse de couleur jaune pâle. Le taux de matière sèche est moyen (19,4 %). La plante est résistante à la galle verruqueuse et au virus A, assez sensible à la gale commune et moyennement sensible au mildiou. Son rendement est moyen à élevé.
Sur le plan culinaire elle est classée dans le groupe B-A. C'est une pomme de terre à chair ferme, se délitant peu à la cuisson, adaptée pour les salades, les pommes vapeur ou en robe des champs.

## Origine du nom
Le nom de la variété, 'Monalisa' a été choisi pour des raisons de marketing. Le sélectionneur qui a repéré cette variété, un certain Van der Zee qui travaillait pour le compte de ZPC aux Pays-Bas, aurait voulu lui donner le prénom de sa fille, Lisa (un peu comme l'avait fait le « père » de la 'Bintje' que la nouvelle variété était destinée à remplacer), mais le responsable de ZPC, Arie Westmaas, a préféré 'Monalisa', sans doute considéré comme plus vendeur.